# Klostertor (Toruń)

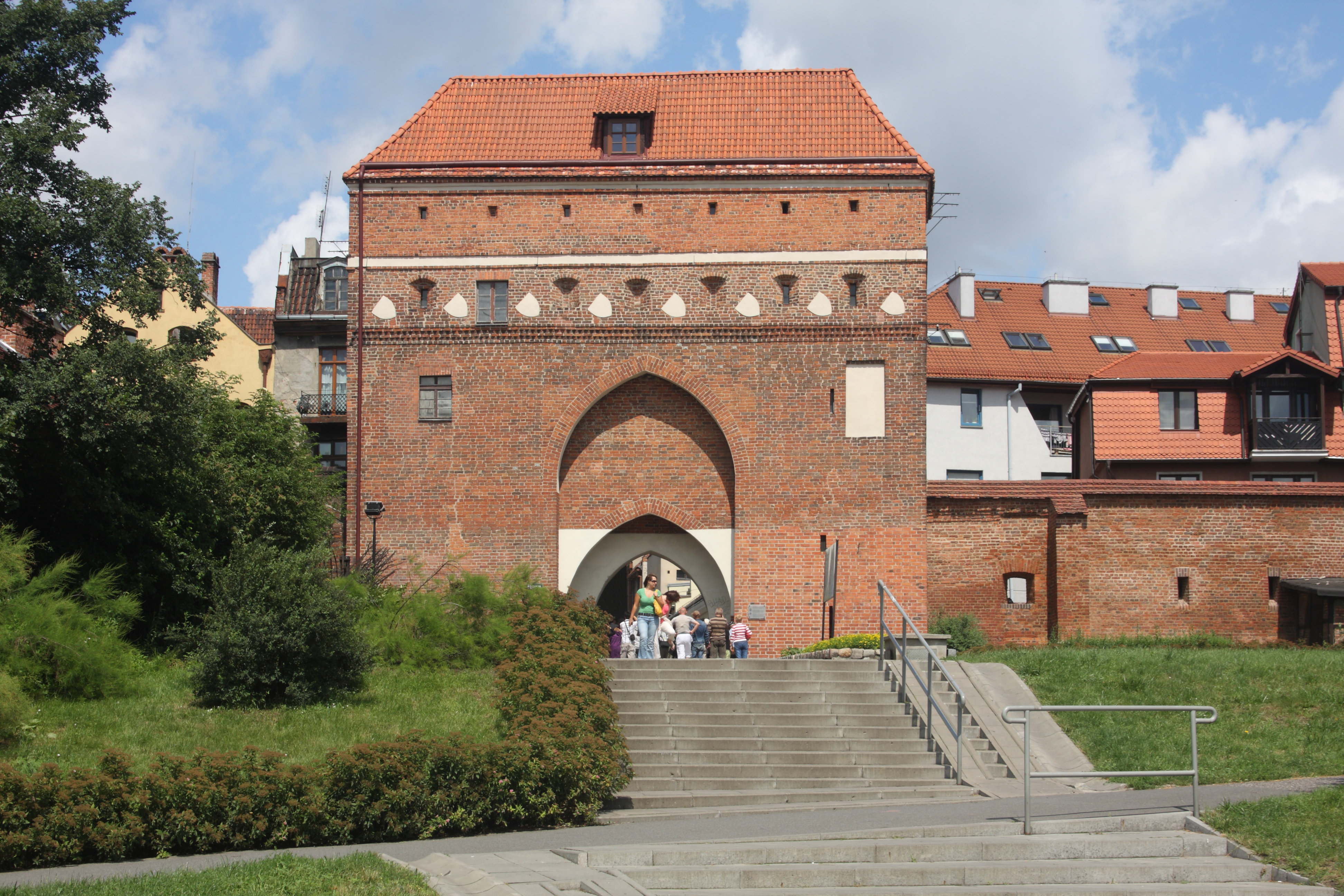
Blick auf das Tor von außerhalb der Mauern

Das Klostertor in Toruń (polnisch Brama Klasztorna), auch Heiligengeisttor, Nonnentor oder Frauentor, ist eines der drei bis heute erhaltenen Tore des mittelalterlichen Thorns.

## Lage
Das Tor befindet sich im südlichen Teil der Altstadt von Toruń (Thorn), an der Heiligengeiststraße 2a (ul. św. Ducha), östlich vom Schiefen Turm.

## Geschichte
Das Tor wurde im Stil der flämischen Gotik errichtet, der sich durch seine Massivbauweise auszeichnet. Das Klostertor erinnert an das Paulinertor in der Altstadt, das aber nicht mehr besteht. Der Bau wurde in der ersten Hälfte des 14. Jahrhunderts abgeschlossen. Die Entwicklung der Kriegstechnik, vor allem die Verbreitung der Feuerwaffen, erforderte die Aufstockung des Tores, die etwa 1420 ausgeführt wurde.
In der spitzbogigen Nische, die sich auf der äußeren Torseite befand, gab es ein Fallgatter. In der Decke des Tordurchgangs war ein Loch, aus dem heiße Flüssigkeiten oder Öl auf die potenziellen Angreifer gegossen werden konnte. Das nächste Hindernis war das Tor, das bei Bedarf von der Stadtseite durch zusätzliche Balken, die in besonderen Öffnungen in der Tormauer verriegelt wurden, verstärkt wurde.
Im 19. Jahrhundert verlor das Tor seine Verteidigungsfunktion und wurde so umgestaltet, dass seine Räume bewohnt werden konnten.
Der Name des Tores bezieht sich auf das Benediktinerinnenkloster gleich außerhalb der Mauern, bei dem ein Krankenhaus und die Heiliggeistkirche standen. Die Kirche existierte bis ins 17. Jahrhundert. Davon stammt auch der Name sowohl des Tors als auch der Heiligengeiststraße.
Seit Oktober 1943 befindet sich unter dem Tor ein Luftschutzbunker für 100 Personen (wahrscheinlich für die Hafen- oder Gastarbeiter gebaut), der heute für Besichtigungen offen steht.

## Galerie

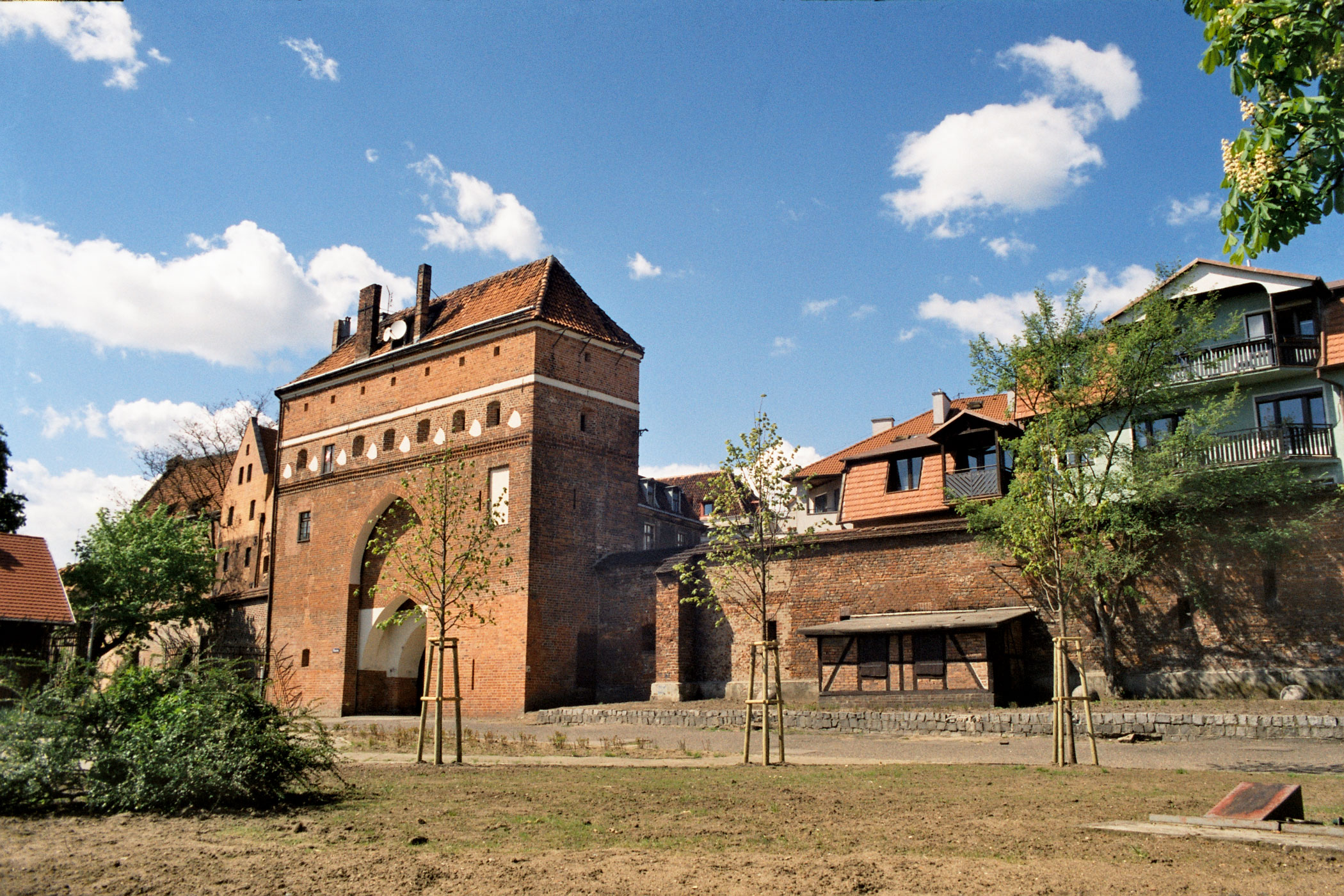
2005
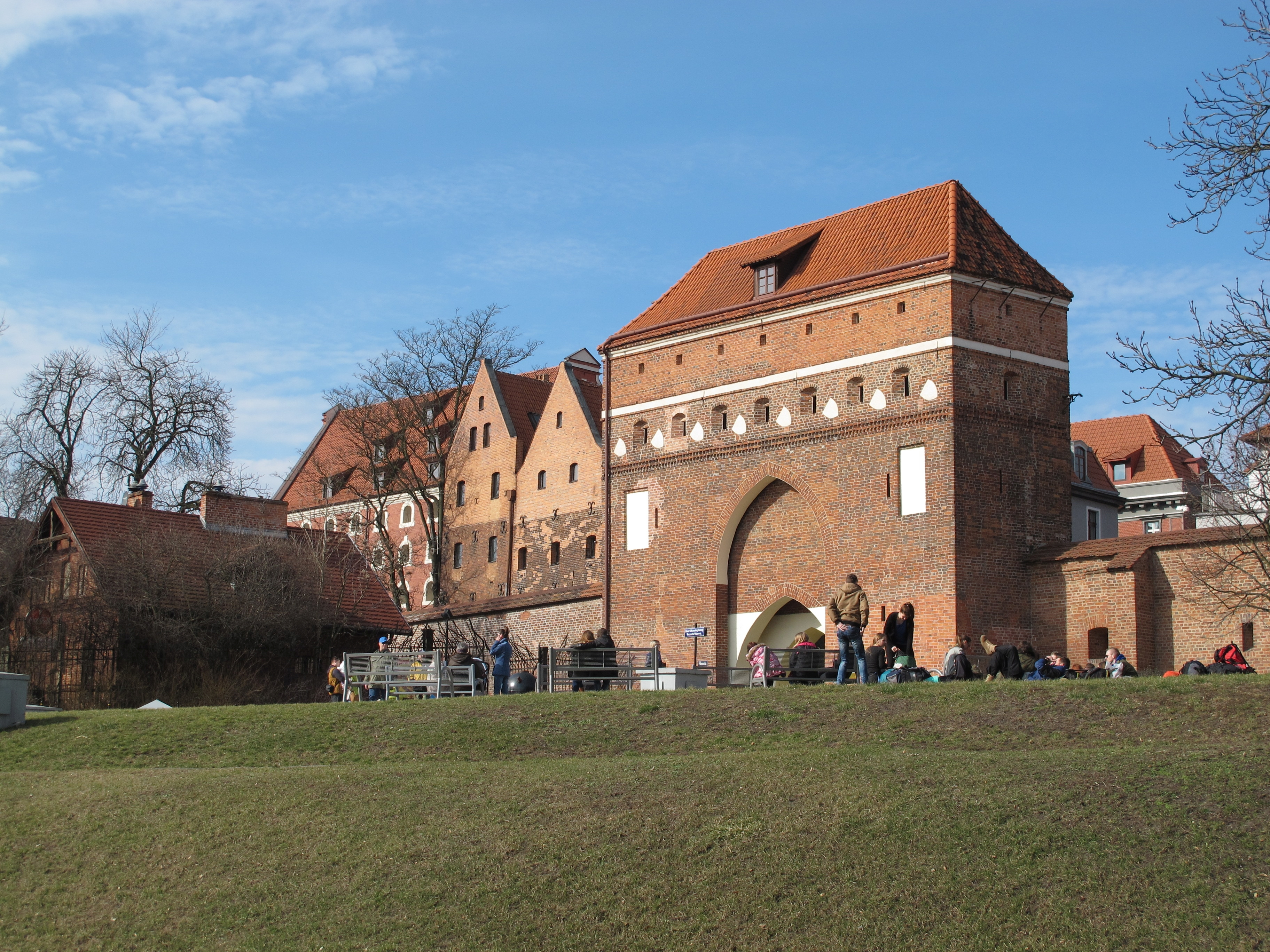
2006
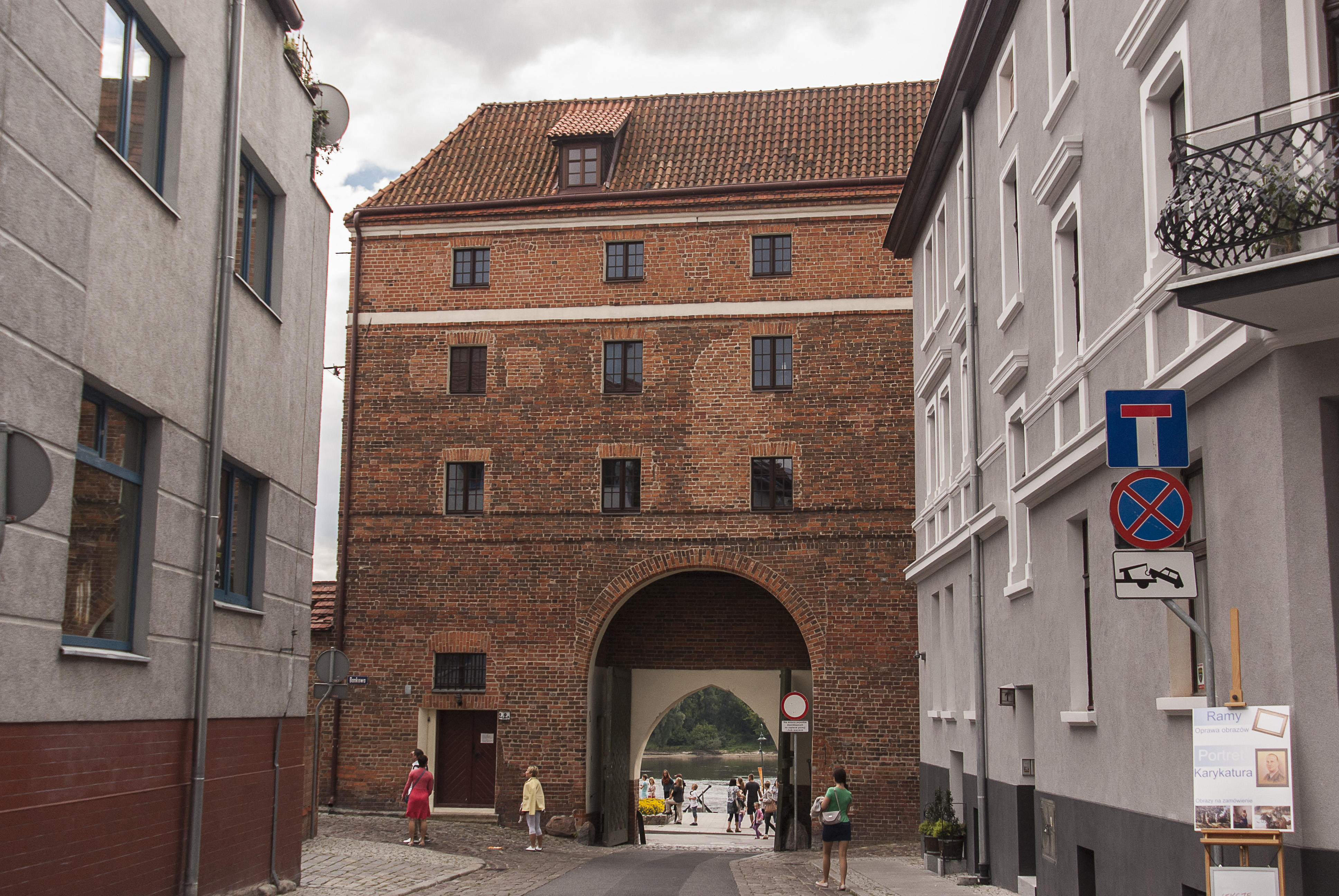
2012
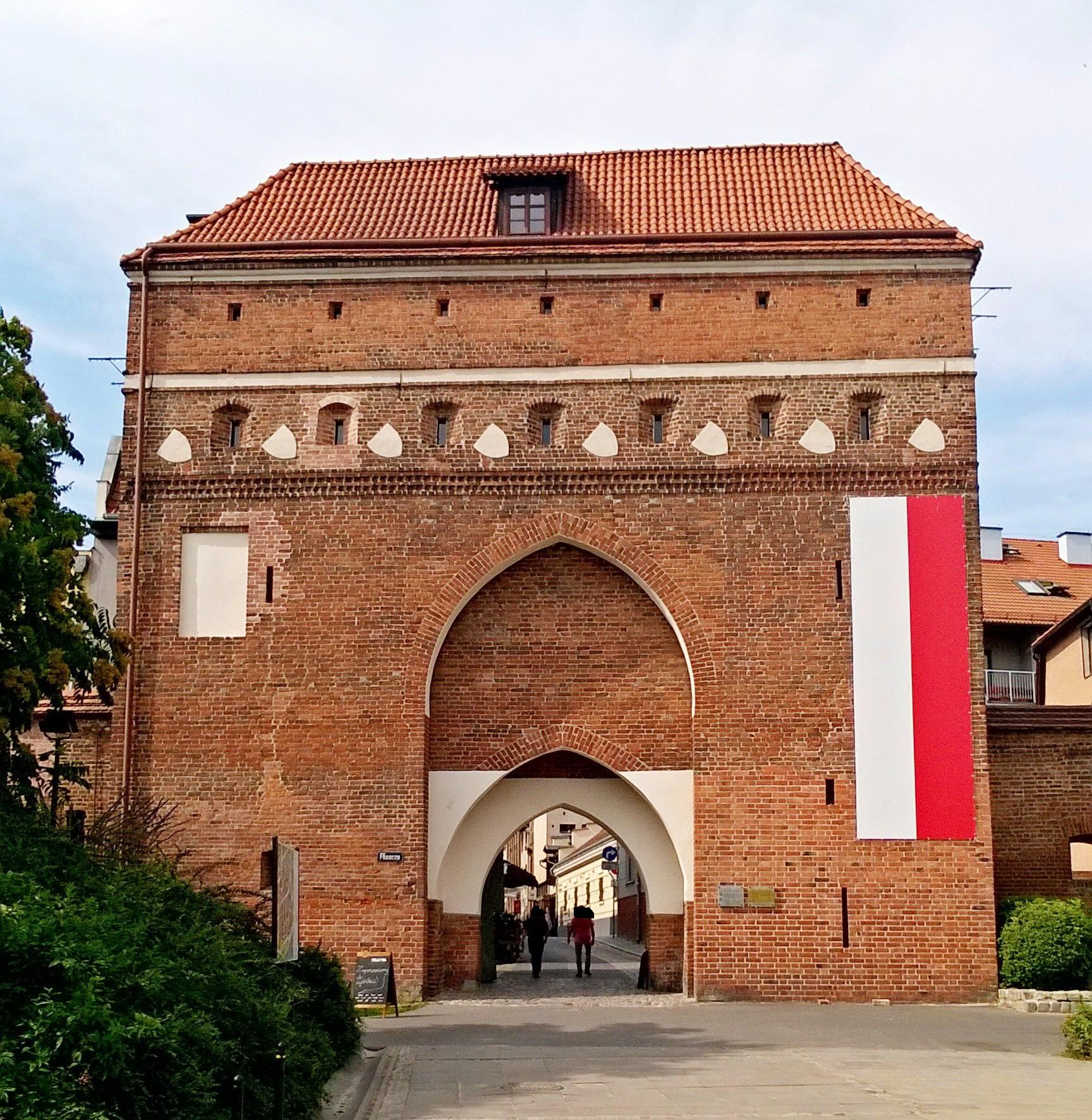
2018
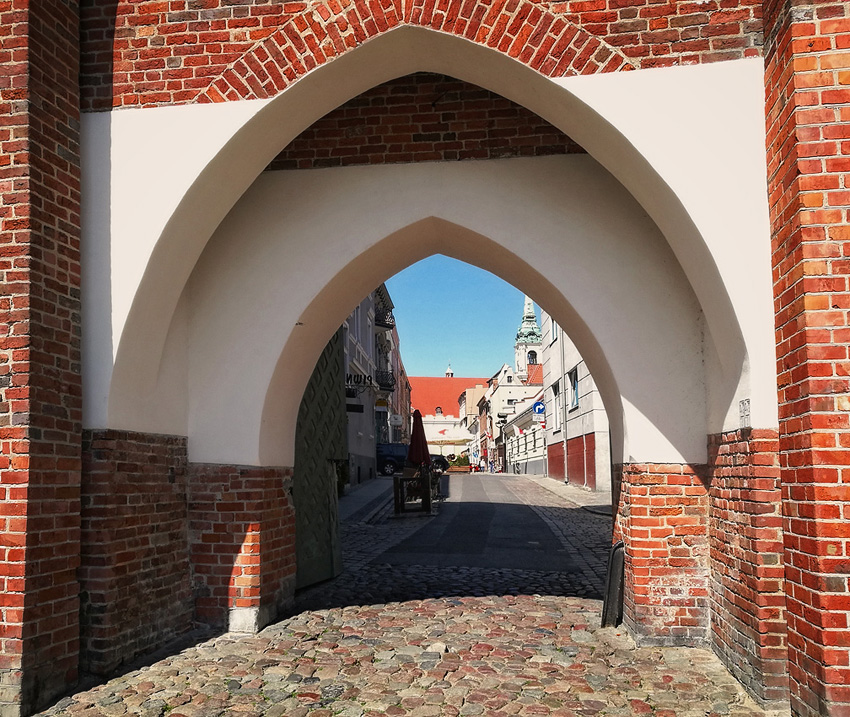
2018